# کاترین ایزابل
کاترین ایزابل (انگلیسی: Katharine Isabelle؛ زادهٔ ۲ نوامبر ۱۹۸۱) یک هنرپیشه اهل کانادا است. وی از سال ۱۹۸۹ میلادی تاکنون مشغول فعالیت بوده‌است.
از فیلم‌ها یا برنامه‌های تلویزیونی که وی در آن نقش داشته‌است می‌توان به بی‌خوابی، گاز گرفتن جینجر، خانه ترسناک، روز برفی، آرچی و قاتل مو اشاره کرد.